# Mutaro Embalo
Mutaro Embalo, meglio noto come Bata (Bissau, 12 dicembre 1992), è un ex calciatore guineense, di ruolo attaccante.

## Carriera

### Club
Ha giocato nelle serie minori portoghesi.

### Nazionale
Nel 2014 ha giocato tre partite con la nazionale guineense.

## Statistiche

### Cronologia presenze e reti in nazionale
| Cronologia completa delle presenze e delle reti in nazionale ― Guinea-Bissau | Cronologia completa delle presenze e delle reti in nazionale ― Guinea-Bissau | Cronologia completa delle presenze e delle reti in nazionale ― Guinea-Bissau | Cronologia completa delle presenze e delle reti in nazionale ― Guinea-Bissau | Cronologia completa delle presenze e delle reti in nazionale ― Guinea-Bissau | Cronologia completa delle presenze e delle reti in nazionale ― Guinea-Bissau | Cronologia completa delle presenze e delle reti in nazionale ― Guinea-Bissau | Cronologia completa delle presenze e delle reti in nazionale ― Guinea-Bissau |
| Data                                                                         | Città                                                                        | In casa                                                                      | Risultato                                                                    | Ospiti                                                                       | Competizione                                                                 | Reti                                                                         | Note                                                                         |
| ---------------------------------------------------------------------------- | ---------------------------------------------------------------------------- | ---------------------------------------------------------------------------- | ---------------------------------------------------------------------------- | ---------------------------------------------------------------------------- | ---------------------------------------------------------------------------- | ---------------------------------------------------------------------------- | ---------------------------------------------------------------------------- |
| 18-5-2014                                                                    | Brazzaville                                                                  | Rep. Centrafricana                                                           | 0 – 0                                                                        | Guinea-Bissau                                                                | Qual. Coppa d'Africa 2015                                                    | -                                                                            | 60’                                                                          |
| 31-5-2014                                                                    | Bissau                                                                       | Guinea-Bissau                                                                | 3 – 1                                                                        | Rep. Centrafricana                                                           | Qual. Coppa d'Africa 2015                                                    | -                                                                            | 69’                                                                          |
| 2-8-2014                                                                     | Bissau                                                                       | Guinea-Bissau                                                                | 1 – 1                                                                        | Botswana                                                                     | Qual. Coppa d'Africa 2015                                                    | -                                                                            | 59’                                                                          |
| Totale                                                                       |                                                                              | Presenze                                                                     | 3                                                                            |                                                                              | Reti                                                                         | 0                                                                            |                                                                              |